# Thomas Munkelt
Thomas Munkelt (* 3. srpna 1952 Borna, Německo) je bývalý německý atlet, sprinter, který reprezentoval tehdejší NDR. Jeho specializací byly krátké překážkové běhy.

## Sportovní kariéra
V roce 1974 v Římě skončil ve finále stodesítky s překážkami na evropském šampionátu na čtvrtém místě. Poprvé reprezentoval na Letních olympijských hrách 1976 v Montrealu, kde obsadil páté místo (13,44 s). V roce 1978 pořádalo Mistrovství Evropy tehdejší Československo. Na stadionu Evžena Rošického na pražském Strahově získal zlatou medaili. O rok později vybojoval stříbrnou medaili na světové letní univerziádě v Ciudad de México. Největší úspěch své kariéry si připsal na Letních olympijských hrách v Moskvě 1980, kde získal zlatou olympijskou medaili. Trať ve finále zaběhl v čase 13,39 s. Na ME v atletice 1982 v Athénách obhájil titul z předchozího šampionátu. Stříbrnou medaili poté vybojoval s východoněmeckou štafetou na trati 4 × 100 metrů. V roce 1983 se konalo v Helsinkách první atletické mistrovství světa. Ve finále doběhl jako pátý v čase 13,66 s.

### Halové mistrovství Evropy
První úspěch zaznamenal na halovém mistrovství Evropy v nizozemském Rotterdamu 1973, kde si doběhl v závodě na 60 metrů překážek pro bronzovou medaili. Na HME v San Sebastiánu 1977 získal první zlatou medaili v novém světovém rekordu 7,62 s. Později vybojoval na halovém mistrovství Evropy ještě další tři zlaté medaile. V Miláně 1978 a o rok později ve Vídni, kde časem 7,59 s vylepšil svůj vlastní světový rekord o další tři setiny. Poslední titul halového mistra Evropy získal 6. března 1983 na HME v Budapešti, kde časem 7,48 s vytvořil třetí světový rekord. Ten překonal v roce 1987 Američan Greg Foster časem 7,36 s.
| HME      | Místo konání             | Umístění | Výkon |
| -------- | ------------------------ | -------- | ----- |
| HME 1973 | Rotterdam, Nizozemsko    | 3.       | 7,81  |
| HME 1977 | San Sebastián, Španělsko | 1.       | 7,62  |
| HME 1978 | Milán, Itálie            | 1.       | 7,65  |
| HME 1979 | Vídeň, Rakousko          | 1.       | 7,59  |
| HME 1983 | Budapešť, Maďarsko       | 1.       | 7,48  |

### Osobní rekordy
- 60 m př. (hala) - 7,48 s - 6. březen 1983, Budapešť
- 110 m př. (dráha) - 13,37 s - 1977, Helsinky